# Satraparchis phaedropa
Satraparchis phaedropa är en fjärilsart som beskrevs av Oswald Beltram Lower 1893. Satraparchis phaedropa ingår i släktet Satraparchis och familjen mätare. Inga underarter finns listade.